# Юрико Сайто
Юрико Сайто (яп. 斉藤 百合子 Saitō Yuriko, англ. Yuriko Saito) — профессор философии Род-Айлендской школы дизайна
Основные сферы интереса: эстетика повседневности, энвайронментальная эстетика, экологическая эстетика, японская эстетика.

## Биография
Юрико Сайто родилась и выросла в Саппоро, Япония. Окончила Международный христианский университет в Токио со степенью бакалавра в области философии. В Висконсинском университете в Мадисоне защитила докторсую диссертацию по философии (Ph.D). Тема докторской диссертации - "Эстетическое восприятие природы: западная и японская перспективы и их этический смысл". В 1999 году Юрико Сайто получила премию Джона Р. Фрейзера за заслуги в преподавании.
С 1981 года преподает философию в Род-Айлендской школе дизайна. В период с 1989 по 1992 годы являлась главой отдела специальных исследований в Школе Дизайна Род-Айленда. Сайто входит в состав редакционного совета по экологической эстетике, является редакционным консультантом ''The British Journal of Aesthetics", членом попечительского совета американского эстетического общества
, так же является редактором интернет-журнала "Contemporary Aesthetic".
В 2008 в издательстве Oxford University Press была опубликована ее первая книга "Everyday Aesthetics", следующий труд - "Aesthetics of the Familiar: Everyday Life and World-Making" вышел в 2017 году.
В настоящее время проживает в Род-Айленде со своей семьей.

## Идеи
Юрико Сайто известна как исследовательница экологической эстетики и эстетики повседневности. В своих работах по экологической эстетике Сайто призывает "разговаривать с природой на её языке", "исходить из неё самой".
В исследованиях по эстетики повседневности Сайто выступает "в пользу поиска эстетических моментов в самых ординарных вещах и занятиях" и против "искусствоцентризма". Сайто синтезирует элементы западной и восточной культур, исключая разрывы между "высокими" и "прикладными" искусствами. Проявления эстетического, по мнению Сайто, в повседневности и природе отличаются от проявлений эстетического в искусстве, потому что обращение с вещами и обращение с произведениями искусства - разные по своему характеру. В исключении разрывов между "высоким" и "низким", во внимании ко всем предметам человеческой деятельности, не только к произведениям искусства, экспонатам музея прослеживается следование японской эстетической (и шире - философской) традиции согласно которой, все моменты человеческой жизни должны быть наполнены эстетическими переживаниями.
Сайто полагает, что японская эстетическая традиция обладает этическим измерением. Нравственный аспект эстетики основан на уважении, заботе и внимании к другому, при этом в качестве другого может выступать не только человек, но и всякий объект как живой, так и неживой природы. Традиции чайной церемонии, садоводства и кулинарии Японии являются примерами эстетического воспитания моральных добродетелей: в данных традициях благодаря средствам эстетики показывается нравственное отношение. Чтобы проявить действительное внимание к чувствительности другого, необходимо выйти за пределы собственного эго. Истоки подобного трансцендирования можно найти в дзен-буддизме. Кроме того, когда появляется уважение ко всему окружающему и человек начинает ценить не только приятные ему вещи, тогда меняется и эстетическое восприятие жизни, расширяются границы чувственности.
В японской эстетике руководящим является принцип, согласно которому внешнее должно выражать внутреннюю сущность вещи. Современная концепция устойчивого дизайна, по мнению Сайто, показывает уважительное, внимательное отношение к сути каждого объекта – в таком дизайне  воплощена точка схода этического и эстетического. Мыслительница полагает, что при построении истинно благополучного государства необходимо заботиться не только о медицине, образовании или обеспечении всех граждан крышей над головой, но также особое внимание следует уделять и красоте окружающей среды. Игнорируя эстетический аспект жизни, власти подрывают все то, что считается необходимыми составляющими идеального общества, будь то соблюдение законов или же гарантия свобод. Люди являются существами не только мыслящими, но также и чувствующими, поэтому при строительстве городов архитекторы должны это учитывать: если человек не ощущает уважения к его потребности в красоте, видит безразличие к удовлетворению его желания эстетичности окружения, то это влечет за собой отстраненность, негативное отношение к другим людям. Таким образом, возникает помеха на пути развития чувства принадлежности, которое так важно для построения здорового общества.

## Публикации

### Книги
- Everyday Aesthetics (Oxford University Press, 2008)
  - included as a must-read work in “Analytic Approaches to Aesthetics” in Oxford Bibliographies Online (2011); one of the six books in Chinese Translation Series on the Frontiers of International Aesthetics (to be published by Henan University Press)
- Aesthetics of the Familiar: Everyday Life and World-Making (Oxford University Press, 2017)

#### Отдельные главы книг
- “Plants and Everyday Aesthetics,” included in Moving Plants (catalogue published in conjunction with the exhibition, Moving Plants, July 1-Sept. 24, 2017 at Rønnebæksholm, Denmark), ed. Line Marie Thorsen (Rønnebæksholm, 2017)
- “Japanese Gardens: the Art of Improving Nature” (originally published in Chanoyu Quarterly, 83 (1996): 40-61) in Japanese Environmental Philosophy, eds. J. Baird Callicott and James McRae (Oxford University Press, 2017)
- “Letting Objects Speak: Beauty in the Japanese Artistic Tradition” in Artistic Visions and the Promise of Beauty: Cross-Cultural Perspectives, eds. Kathleen M. Higgins, Shakti Maira, and Sonia Sikka (Springer, 2017)
- “Body Aesthetics and the Cultivation of Moral Virtues” in Body Aesthetics, ed. Sherri Irvin (Oxford University Press, 2016): 225-242.
- “Everyday Aesthetics in the Japanese Tradition” in Aesthetics of Everyday Life: East and West, eds. Liu Yuedi and Curtis L. Carter (Cambridge Scholars Publishing, 2014): 145- 164.
- “Future Directions for Environmental Aesthetics,” (originally published in Environmental Values, 19.3 (2010) ) in Environmental Aesthetics: Crossing Divides and Breaking Ground, eds. Martin Drenthen and Jozef Keulartz (Fordham University Press, 2014): 25-40.
- “The Moral Dimension of Japanese Aesthetics” (extensively revised version of the article previously published in The Journal of Aesthetics and Art Criticism (Winter 2007)) in Re-Thinking Aesthetics: The Role of Body in Design, ed. Ritu Bhatt (Routledge, 2013): 158-180
- “Cultural Construction of National Landscapes and its Consequences: Cases of Japan and the United States” in Humans in the Landscape, eds. Emily Brady and Sven Arntzen, (Oslo Academic Press, 2008): 219-47
- “The Role of Aesthetics in Civic Environmentalism” in The Aesthetics of Human Environment, eds. Arnold Berleant and Allen Carlson (Broadview Press, 2007): 203-18
- “Environmental Aesthetics: Promises and Challenges” in Aesthetic Culture, eds. Seppo Knuuttila, Erkki Sevänen, and Risto Turunen (Joensuu, Finland: Maahenki Co., 2005): 35-56
- “The Aesthetics of Weather” in The Aesthetics of Everyday Life, eds. Andrew Light and Jonathan M. Smith (Columbia University Press, 2005):156-76
- “Representing the Essence of Objects: Art in the Japanese Aesthetic Tradition” in Art and Essence, ed. Stephen Davies (Greenwood, 2003): 125-41
- “Environmental Directions for Aesthetics and the Arts” in Environment and the Arts: Perspectives on Environmental Aesthetics, ed. Arnold Berleant (Ashgate, 2002):171-8

### Об авторе
- http://www.risd.edu/people/yuriko-saito/

#### Рецензии
- http://scholarworks.sjsu.edu/cgi/viewcontent.cgi?article=1003&context=phil_pub